# Ana Donoso Mora
Ana Donoso Mora (Mérida) es una directora de escena y dramaturga de circo española.

## Trayectoria
Donoso es licenciada en Comunicación Audiovisual y tiene estudios de actriz y dramaturgia. Trabaja en el mundo de las artes escénicas desde 2006. Es directora de escena, actriz, gestora cultural y dramaturga de circo.
Dentro de sus obras de circo como directora de escena y dramaturga destacan Circo de Sur a Sur, coproducción de Truca Circus y La Grainerie de Toulouse, que se estrenó en Teatro Lope de Vega de Sevilla en 2022; y, 361 GRADOS, de Proyecto Tránsito en el festival Circada en 2022, un espectáculo que combinaba la técnica del hula hoop, el teatro físico, la danza butö, música y artes plásticas. Actuó en ROMANTIK.O. una obra de 2022, junto a Nacho Terceño.
En 2023 dirigió una coproducción del festival Circada: el espectáculo Mar, o de cómo sobrevivir a un tsunami, tragicomedia que une teatro físico, circo y música en directo, y, donde el tema central es la muerte. Este espectáculo recibió distintos reconocimientos, como el premio Lorca a mejor espectáculo de circo, el premio Talía de la Academia de las Artes Escénicas a mejor música original y el premio a mejor espectáculo de noche en la feria de artes escénicas Fetén en Gijón.
En 2024 dirigió El círculo, una producción de Truca Circus con danza, acrobacia y música en directo. A finales de ese mismo año estrenó en La Rinconada (Sevilla), como dramaturga y directora de escena Empaque, una producción de circo y flamenco de la compañía Chicharrón Circo Flamenco. Este espectáculo recibió el premio a mejor espectáculo de noche en la feria de artes escénicas Fetén en Gijón y el premio a mejor espectáculo en la feria de artes escénicas de Palma del Río.
Donoso aborda la creación de sus obras desde la cultura de los cuidados comunitarios hacia todas las personas y en especial a la infancia, y las realiza uniendo la plástica, la dramaturgia, la música y el movimiento.

## Reconocimientos
Su obra 361 GRADOS, de Proyecto Tránsito, fue galardonada en 2022 con el segundo premio de Panorama Circada y una Mención Especial del Jurado de la Feria de Palma, y, en 2023 con el Premio Fetén a la investigación circense. Su espectáculo Mar, o de cómo sobrevivir a un tsunami fue galardonado en 2024 con los premios Fetén al mejor espectáculo de noche, el premio Lorca al mejor espectáculo de circo y el Premio Talía a mejor música original. Su espectáculo Empaque también recibió el premio Fetén a mejor espectáculo de noche y el premio Palma del Río a mejor espectáculo.